# 伯克尼
伯克尼，是匈牙利索博尔奇-索特马尔-贝拉格州所辖的一个村。总面积35.47平方公里，总人口3279，人口密度92.4人/平方公里（2011年1月1日）。